# 弗倫奇維爾 (緬因州)
弗倫奇維爾（英語：Frenchville）是一個位於美國緬因州阿魯斯圖克縣的市鎮。

## 人口
根據2020年美國人口普查的數據，弗倫奇維爾的面積為75.55平方千米，當中陸地面積為74.36平方千米，而水域面積為1.19平方千米。當地共有人口1052人，而人口密度為每平方千米14人。